# Camille Francois Sauvageau
Camille François Sauvageau (12 de mayo de 1861, Angers-5 de agosto de 1936) fue un profesor, botánico, algólogo, y micólogo francés.
En 1891, recibió su doctorado en la Universidad de París con la tesis Sur les feuilles de quelques Monocotylédones aquatiques (Sobre las hojas de algunas acuáticas monocots). Más tarde fue profesor de botánica en la Facultad de Ciencias de Burdeos.
Es conocido por sus investigaciones sobre Phaeophyceae, siendo una autoridad taxonómica de numerosas especies de algas pardas. En 1926, describió el orden Sporochnales.

## Algunas publicaciones
- Sur la racine du Najas. Edición reimpresa de J. Mersch imp. 8 pp. 1889.

- Sur quelques algues phéosporées parasites, 21 pp. 1892.

- Algae. 4 pp. 1897.

- Remarques sur les Sphacélariacées, 634 pp. 1900-1914.

- Sur deux Fucus vivant sur le sable, 1907.

- Sur une nouvelle complication dans l'alternance des générations des Cutleria, 1907.

- À propos des Cystoseira de Banyuls et de Guéthary. Editor Feret, 424 pp. 1912.

- Recherches sur les laminaires des côtes de France, 1918.

- Utilisation des algues marines. Encyclopédie scientifique: Bibliothèque de botanique appliquée. Editor O. Doin, 394 pp. 1920.

- A propos de la rencontre du Desmarestia Dudresnayi Lamx. dans le golfe de Gascogne. 1925.

- Sur le dévelopement de quelques phéosporées ; Sur quelques algues phéosporées de la rade de Villefranche (Alpes-Maritimes) ; Sur quelques algues phéosporées de Guéthary (Basses-Pyrénées), 1929.

- Second mémoire sur les algues phéosporées de Villefranche-sur-Mer. Edición reimpresa de Univ. de Burdeos, 203 pp. 1936.

Realizó contribuciones con Narcisse Patouillard en Catalogue raisonné des plantes cellulaires de la Tunisie.

## Honores

### Eponimia
- Una calle en Burdeos

- La abreviatura «Sauv.» se emplea para indicar a Camille Francois Sauvageau como autoridad en la descripción y clasificación científica de los vegetales.[6]